# Seitalompolo
Seitalompolo är en sjö i kommunen Enontekis i landskapet Lappland i Finland. Sjön ligger 317,9 meter över havet. Arean är 64 hektar och strandlinjen är 4,13 kilometer lång. Sjön  ingår i Kemi älvs huvudavrinningsområde.   Den ligger omkring 210 kilometer norr om Rovaniemi och omkring 910 kilometer norr om Helsingfors. 